# Takifugu chinensis
Takifugu chinensis е вид лъчеперка от семейство Tetraodontidae. Видът е критично застрашен от изчезване.

## Разпространение
Разпространен е в Китай, Провинции в КНР, Северна Корея, Тайван, Южна Корея и Япония.

## Описание
На дължина достигат до 55 cm.